# Sink the Bismarck!
Sink the Bismarck! is een Britse zwart-witfilm uit 1960 die de Britse visie toont op het einde van het slagschip Bismarck. Dit Duitse oorlogsschip werd in 1941, op de eerste reis, door de Britse marine opgejaagd en tot zinken gebracht.
De film speelt hoofdzakelijk in het kantoor van de Operations Division van de Britse marine, gevestigd in Londen, maar bevat diverse verhaallijnen die elders spelen. De film opent met historisch filmmateriaal van de tewaterlating van de Bismarck in 1939. Een scènewisseling brengt een Amerikaanse oorlogscorrespondent (Ed Murrow, gespeeld door zichzelf) in beeld die in radioverslagen het Amerikaanse volk vertelt van de heldhaftige inspanningen van de Britten: deze komt gedurende de film herhaald terug om bewonderend commentaar te leveren. Uiteraard worden ook scènes op zee in beeld gebracht, zowel van Britse als van Duitse kant.

## Verhaal
Net nadat kapitein-ter-zee Shepard de leiding heeft overgenomen van het kantoor (als Director of Operations Division, Home Fleet) komt er een melding binnen dat twee kapitale Duitse schepen de Noordzee op stomen. Een lang proces volgt van zoeken naar informatie en van speculatie over wat de tegenpartij zal gaan doen.
De Britse marine concentreert zich op het onderscheppen van deze schepen, daarbij rücksichtloos optredend. Een Noorse verzetsman die mogelijk de schepen kan zien wordt zonder meer opgeofferd. Om aan de nodige vuurkracht te komen worden vitale konvooien van hun escorte ontdaan. Na de vergeefse en desastreuze onderscheppingspoging door twee Britse kapitale schepen (de slagkruiser Hood en het slagschip Prince of Wales) haalt de Britse marine zelfs kapitale schepen uit de basis in Gibraltar, alhoewel die daar eigenlijk niet gemist kunnen worden. Kapitein Shepard incasseert het bericht dat zijn zoon vermist wordt nadat diens vliegtuig verloren ging in een operatie tegen de Bismarck en vervolgens het bericht dat hij gered is. Uiteindelijk wordt dan toch het doel bereikt: de Bismarck zinkt!

## Karakter
De film is erg Brits, met buitengewoon net kantoorpersoneel in Londen, ruig volk op de Britse oorlogsschepen en karikaturale Duitse officieren. De zeeslagen werden volledig opgenomen met schaalmodellen, maar de film bevat hier en daar toch glimpsen van echt oorlogsmateriaal.

## Hoofdvertolkers
| Acteur       | Personage                       |
| ------------ | ------------------------------- |
| Kenneth More | Kapitein-ter-zee Shepard        |
| Dana Wynter  | Assistente-officier van Shepard |